# Chan Chan
Chan Chan, talvolta chiamato Chimor, è un sito archeologico situato nella regione peruviana di La Libertad, cinque chilometri ad ovest di Trujillo. Il sito è la più grande città precolombiana dell'America meridionale e copre un'area di circa 20 km², quindi un'area maggiore rispetto a quelle abituali dei siti andini, ed è stato costruito dai Chimor (il regno dei Chimú), una civiltà che si sviluppò sui resti dei Mochica, con sede alla bocca del Moche Valley La grande città paludosa di Chan Chan venne fondata tra l'850 ed il 1470, e fu la capitale dell'impero fino alla sconfitta e conquista dell'impero Inca nel quindicesimo secolo.  È stato stimato che 30 000 persone vivessero al suo interno.
La descrizione della città è presente nelle più prestigiose cronache del Seicento, come quelle di Cieza de Leòn, ed in quelle settecentesche di G. de la Vega. Nel Novecento sono state organizzate importanti spedizioni di studio e di ricerca francesi, tedesche, statunitensi e peruviane, tra le quali si ricorda il "progetto Virù" dell'Istituto di Ricerche Andine di New York.

## Etimologia
Il significato originario e la lingua di origine del toponimo Chan Chan rimangono questioni irrisolte tra gli specialisti. Si sono occupati, tra gli altri, studiosi come Ernst Middendorf, Jorge Zevallos Quiñones, Rodolfo Cerrón-Palomino e Matthias Urban. Il puzzle è reso difficile dalla natura erratica della sua registrazione scritta nei documenti coloniali e dalla situazione linguistica della costa settentrionale peruviana preispanica. La regione di Trujillo presentava le lingue Mochica, Quingnam, Culli e Quechua, tra le altre, di cui solo il Mochica e il Quechua sono sufficientemente documentati. Attualmente, ci sono due linguisti (Rodolfo Cerrón-Palomino e Matthias Urban) che hanno fatto un'analisi etimologica ma entrambi escludono un'origine Mochica.

### Analisi etimologica di Urban
Per quanto riguarda la variazione nella sua documentazione scritta, il toponimo compare per la prima volta nella documentazione scritta come "Cauchan" nell'atto di fondazione del consiglio comunale di Trujillo del 1536. È stato anche proposto che il nome 'Canda' offerto da Gonzalo Fernández de Oviedo per riferirsi a Trujillo sia un'altra variante scritta del moderno Chan Chan. La forma 'Chanchan' appare nella documentazione in modo stabile solo dalla metà del XVII secolo in poi.
Secondo la rassegna degli antecedenti offerta da Urban, ci sono state tre precedenti proposte etimologiche per il toponimo, due delle quali possono essere considerate del tutto fantasiose e immotivate: le etimologie di H. Bauman come "città dei serpenti", che si richiama senza motivo alle lingue mesoamericane, e quella di J. Kimmich come "città della luna", che si riferisce a una parola caribana per "luna". La terza ipotesi etimologica è stata formulata dallo studioso tedesco Ernst Middendorf, che propone il sostantivo Mochica xllang 'sole' come etimma e trova nel toponimo una reduplicazione di quella radice. Senza lasciarsi convincere da nessuna di queste proposte precedenti, Urban è incline alla provvisoria attribuzione del toponimo all'estinta lingua Quingnam già proposta da Zevallos Quiñones nel XX secolo. Secondo questi autori, sebbene non sia possibile offrire un etimma né un significato primario per il toponimo, l'attribuzione di quingnam è giustificata dal fatto che questa era la lingua del regno di Chimor e dalla somiglianza nella sua apparente struttura con altri toponimi e antroponimi regionali anch'essi apparentemente costituiti dalla reduplicazione di due radici monosillabiche. Urban conclude che [...]per il momento non c'è altra soluzione che concludere con Zevallos Quiñones ([1995] 2010, p. 11): "Finché non ci saranno reperti grammaticali sulla lingua di Chimo, il Quingnam, in qualsiasi archivio americano o europeo contenente sermoni, vocabolari, ecc., rimarremo senza conoscere il termine Chan Chan, poiché non c'è alcun aiuto scientifico possibile". Urban (2017, p. 135)

### Analisi etimologica di Cerrón-Palomino
Più recentemente, il linguista PhD Rodolfo Cerrón-Palomino sostiene che sia la forma 'Chanchan' che le varianti 'Cauchan' e 'Canda' possono ben essere spiegate da un etimma quechua *kanĉa 'recinto, recinto, luogo recintato' e dal morfema toponomastico quechumarano *-n (di probabile etimologia aymara). Quindi, la pronuncia attuale sarebbe il prodotto di una "trappola ortografica", poiché originariamente la <ch> sarebbe stata usata per rappresentare il suono di una tacca velare sorda [k] all'inizio della parola. Originariamente, il toponimo sarebbe stato *kanĉa-n(i) '(luogo) dove abbondano recinzioni/recinti', la cui quechualizzazione risulta in fonetico /kantʃáŋ/ in <Chanchán>. Secondo questa proposta, il toponimo non sarebbe né Mochica né Quingnam, né sarebbe così antico nel tempo. Tuttavia, Urban ha respinto l'ipotesi di Cerrón-Palomino come non plausibile e ha ratificato le sue precedenti conclusioni. In risposta, Rodolfo Cerrón-Palomino respinge le osservazioni di Urban e riafferma la sua etimologia proposta, che trova sufficientemente esplicita e rigorosa, concludendo che è sicuramente quecumara.

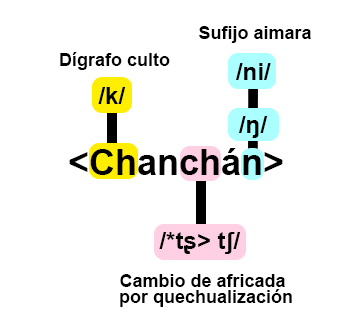
Ricostruzione della fonetica di Chanchán in /kantcháŋ/, basata sull'etimologia di Rodolfo Cerrón-Palomino.
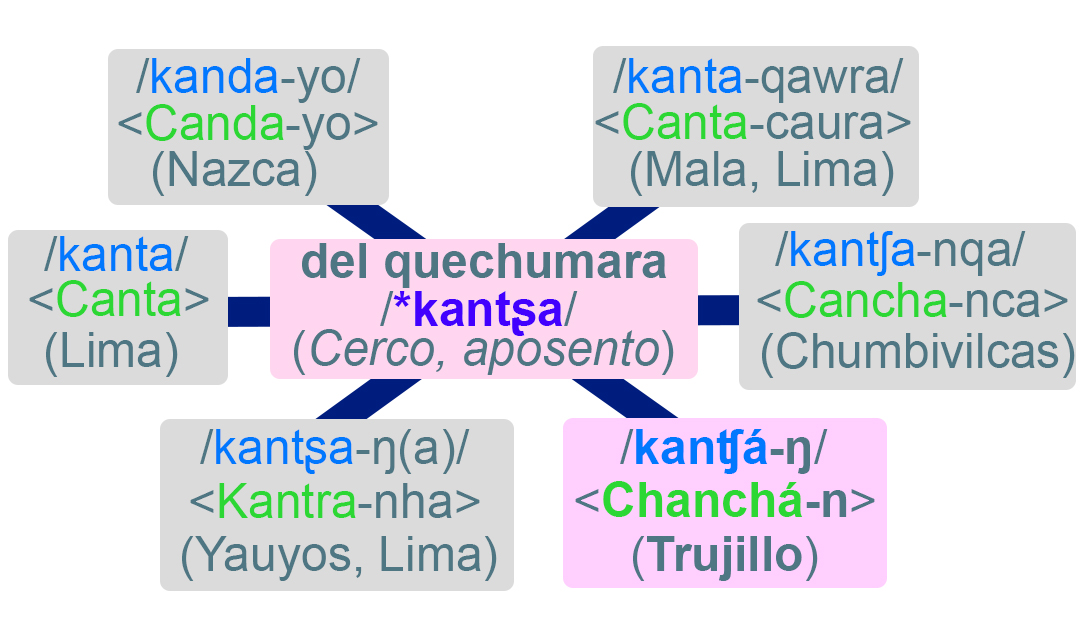
Il toponimo Chanchán viene mostrato in relazione ad altri toponimi con la stessa radice quechumara.

## Architettura

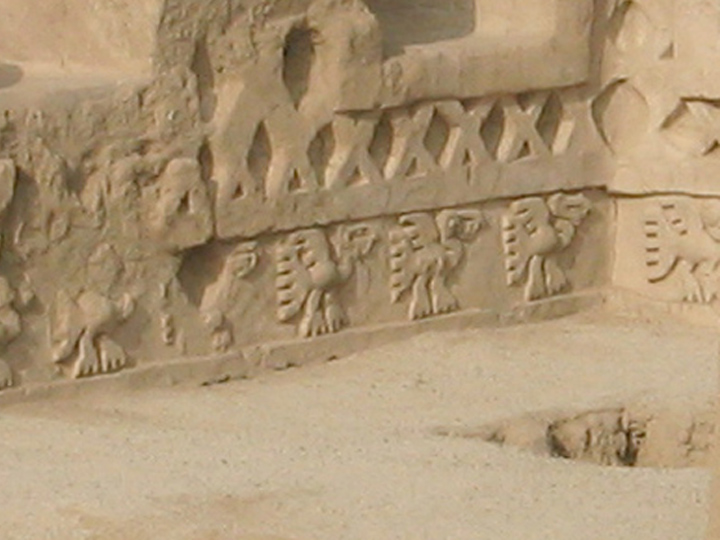
Sculture dei pellicani riportate alla luce nel 2004

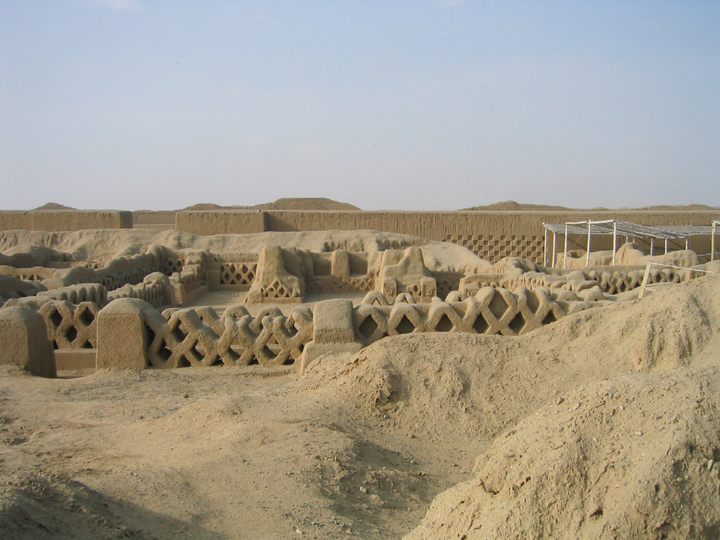
Zona archeologica di Chan Chan

La città è composta da dieci cittadelle murate che ospitavano stanze cerimoniali, camere mortuarie, templi, bacini idrici ed alcune residenze e da strutture più piccole destinate ad ospitare le famiglie importanti. Le cittadelle si distinguono tra quelle comprese nel centro urbano e quelle periferiche. Ognuna di queste cittadelle ha una pianta rettangolare con un'entrata dal lato nord, mura alte ed un dedalo di passaggi. Se quelle centrali comprendono le costruzioni più imponenti, in quelle periferiche sono presenti i cimiteri ed i magazzini. Tutte le costruzioni si caratterizzarono per una pianta rettangolare e tutte le cittadelle appaiono come entità autosufficienti, in quanto comprensive di luoghi pubblici e privati, strutture di servizio e luoghi di culto. Nella parte settentrionale del sito è posizionata la cittadella più grande, chiamata il Gran Chimù.
Le costruzioni furono realizzate in argilla essiccata, sia come mattone cotto al sole (adobe) sia come tapia, mentre il materiale litico venne utilizzato per i basamenti.
Le stesse mura vennero costruite in mattoni (adobe), e coperte con superfici lisce su cui venivano scolpite delle decorazioni. Esistono due stili di progetti per le sculture: il primo presuppone una rappresentazione "realistica" dei soggetti come uccelli, pesci e piccoli mammiferi; l'altro stile usa una rappresentazione più grafica, stilizzata, degli stessi soggetti. Mentre le prime civiltà si concentrarono su forme feline o antropomorfiche, la tecnica Chimú mostra una preferenza per soggetti marittimi. Le sculture di Chan Chan riproducono pesci, pellicani e reti per la pesca. Chan Chan, a differenza di altri siti archeologici costieri del Perù, si trova particolarmente vicino all'Oceano Pacifico.
Nella cittadella Velarde si pongono in evidenza le decorazioni murali, ottenute con una tecnica a metà strada tra il bassorilievo e l'altorilievo, comprensive di tematiche antropomorfiche, geometriche e naturalistiche. Se la cittadella Squier si caratterizza per le sepolture, la Bandelier mostra la piazza più estesa di tutto il sito, mentre il Laberintos è formata da numerosi edifici amministrativi.
I reperti archeologici attestarono la presenza di una vasta attività di oreficeria.
Chan Chan divenne un patrimonio dell'umanità dell'UNESCO nel 1986. La città è seriamente minacciata dall'erosione provocata da El Niño, che comporta piogge violente ed alluvioni su tutta la costa peruviana. I visitatori possono accedere al complesso di Tschudi, che si crede essere uno degli ultimi costruiti in città. L'area che circonda Trujillo vanta numerosi altri siti Mochica.